# Gülfem Hatun
Gülfem (Gulfam) Hatun leefde van ca. 1497 tot ca. 1561-1562. Ze was de vrouw van Süleyman I en de moeder van Şehzade Murad.

## Biografie
Over haar afkomst is weinig bekend. De Ottomaanse vakfiye beschrijft haar als Hatun Binti Abdllah (Dochter van Abdullah), maar op haar graf in Üsküdar wordt ze beschreven als Hatun Binti Abdurrahman (Dochter van Abdurrahman). Daaruit zouden we kunnen veronderstellen dat haar vader een christen was die zich bekeerd heeft tot de islam. Er zijn verschillende theorieën:
- Sommigen beweren dat ze van Siciliaanse of Poolse origine was en oorspronkelijk de naam Rosalina droeg. Zo zou zij Sicilyalı Rosalina of Polonyalı Rosalina genoemd worden.
- Volgens een interview met Saide Perizat Temrukoğlu, een afstammeling van Mahidevran, werd Gülfem oorspronkelijk Ayşe genoemd en was zij de dochter van een Albanees bey.
- Volgens Yılmaz Öztuna, een Ottomaanse historicus, was zij de dochter van prins Murad. Zij zou in 1511 getrouwd zijn met sultan Sulëyman.
- Volgens Leslie P. Peirce was zij een harem stewardess. Tijdens het bewind van Süleyman zou zijn elke dhag 150 Aspers ontvangen.

Ze had een zoon, Şehzade Murad, geboren in 1519 en gestorven in 1521 ten gevolge van pokken.

## Gülfem Hatun Moskee
In 1543 liet Gülfem een financiële basis tot stand komen om een moskee te bouwen. In de tweede helft van de 16e eeuw begon de provincie Istanbul de moskee te bouwen in de Gülfem Hatun Buurt in district Üsküdar. De moskee had een houten skeletbouw. De bouw werd voltooid na haar dood ca. 1561/1562. Gülfem werd bij de moskee begraven. Naast de moskee ligt een madrassa, een graf en een Ottomaanse basisschool. In 1850 was er een brand die het gebouwencomplex en de hele buurt verwoeste. Negen jaar na de brand, van 1868 tot 1869, werden de school en de moskee gerestaureerd. De madrassa en het graf zijn niet hersteld. 

## Legende over Gülfem Hatuns dood
Gülfem wilde graag een moskee in Üsküdar bouwen. Ze had echter niet genoeg geld om de bouw van de moskee te voltooien en wilde daarom geld van enkele andere vrouwen in de harem lenen. De meesten weigerden, omdat ze jaloers waren dat Güflem zo dicht bij de sultan stond. Een vrouw beloofde Güflem geld als zij in plaats van Güflem naar de Sultan zou mogen. Güflem stemde toe en de vrouw ging in haar plaats naar de Sultan. Dit irriteerde de Sultan en hij beval zijn bewakers dat Güflem geëxecuteerd moest worden. De volgende morgen verliet het dode lichaam van Gülfem het paleis. Na haar dood liet de Sultan de bouw van haar moskee voltooien.